# Gerhart-Hauptmann-Straße 24–26 (Magdeburg)

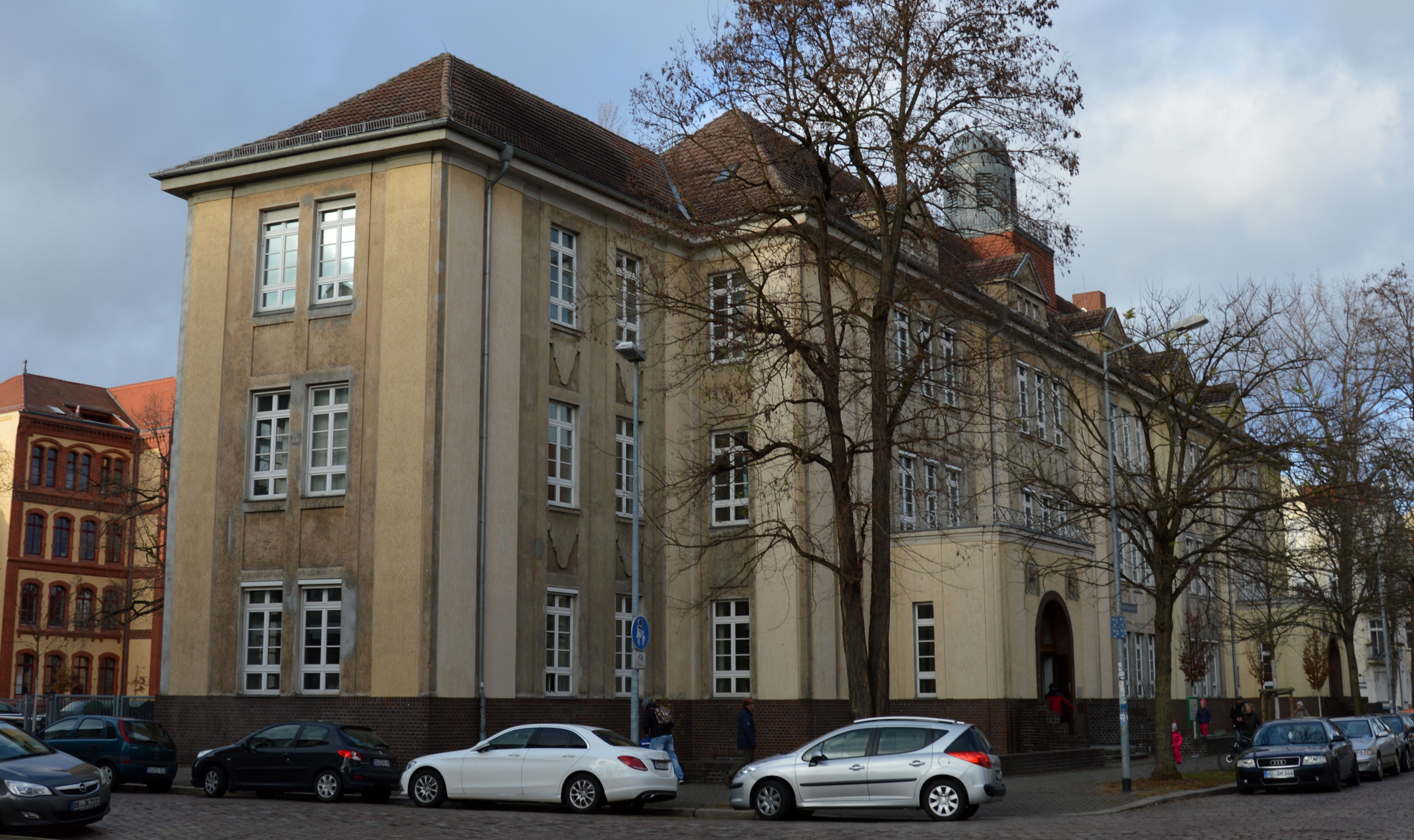
Gerhart-Hauptmann-Straße 24–26

Das Haus Gerhart-Hauptmann-Straße 24–26 ist ein denkmalgeschütztes ehemaliges Schulgebäude in Magdeburg in Sachsen-Anhalt. Es wird heute als Verwaltungsgebäude für den Fachbereich Schule und Sport und das Kommunale Gebäudemanagement der Magdeburger Stadtverwaltung genutzt.

## Lage
Das Gebäude befindet sich auf der Westseite der Gerhart-Hauptmann-Straße im Stadtteil Stadtfeld Ost zwischen den Einmündungen der Alexander-Puschkin-Straße im Norden und der Maxim-Gorki-Straße im Süden.

## Geschichte
Die Schule wurde nach Plänen des Architekten Paul Thürmer in den Jahren 1914 bis 1918 errichtet und war als Wilhelmstädter Volksmädchenschule geplant worden. Bedingt durch den Ersten Weltkrieg war es zu erheblichen Bauverzögerungen gekommen. Seiner eigentlichen Bestimmung als Volksmädchenschule wurde der Bau jedoch nie übergeben. 1918 kam es zu einer Teilabnahme und der zeitweisen Unterbringung von acht Klassen der gewerblichen Fortbildungsschule. Eine Schlussabnahme unterblieb, bereits 1920/1921 erfolgte ein Umbau zum Postscheckamt. Nach 1945 diente der Bau dann als sowjetische Bezirkskommandantur und als Sitz der Bezirksleitung der SED.

## Architektur
Das langgestreckte Schulgebäude bildete mit der westlich auf der Hofseite gegenüberliegenden Schule an der Schillerstraße ein gemeinsames Karree. An der Schillerstraße befand sich auch eine ältere Turnhalle, die vom Neubau aus zugänglich war, die jedoch nicht erhalten ist. Darüber hinaus entstand an der nördlich gelegenen Alexander-Puschkin-Straße eine weitere Turnhalle, von der aus auch eine Verbindung nach Westen zur Schule an der Schillerstraße bestand. In deren Mansarde befand sich ein Zeichensaal mit Atelierfenstern.
Für das große dreigeschossige Schulgebäude selbst sahen die ursprünglichen Planungen neben 13 Klassenräumen auch Räume für den Rektor, Lehrer, Lehrmittel und Sammlungen vor. Außerdem war im Erdgeschoss eine große Lehrküche vorgesehen. Alle Räume waren nach Westen hin ausgerichtet und wurden durch einen langen durchgehenden aber hellen Flur erschlossen. Die Raumaufteilung wurde durch die späteren Umbauten komplett verändert.
Das äußere Erscheinungsbild des glatt verputzten Hauses präsentiert sich im Stil des Neoklassizismus. Die symmetrisch aufgebaute Fassade ist mit einer flachen vertikalen Gliederung des Putzes versehen. Der breite mittlere Abschnitt der Fassade ist in fünf Abschnitte aufgeteilt, die jeweils durch drei Achsen dicht beieinander liegender Fenster gebildet und durch flache Lisenen voneinander abgegrenzt werden. Oberhalb der Achsen befindet sich auf dem Dach jeweils ein drei Achsen umfassendes mit einem Dreiecksgiebel versehenes Dachhäuschen. Auf dem Walmdach befindet sich ein von einer Kuppel gekrönter Dachreiter. Auf der Kuppel befand sich in der Vergangenheit eine Eule. Der Gebäudesockel sowie die Rahmungen der Portale sind mit Klinkern versehen.
Links und rechts vor dem Mittelteil befinden sich in großen Eingangserkern die Eingänge zum Gebäude. Zu den Seiten der Eingänge befinden sich vier Frauenbüsten, die vier Lebensalter darstellen und als zierendes Element an den ursprünglichen Zweck als Mädchenschule anknüpften.
Nördlich und südlich des mittleren Teils treten zweiachsige Gebäudeflügel hinter die Front des Mittelbaus zurück. Die Gestaltung der den Vorgarten begrenzenden Mauer wurde auf die Verblendung des Sockels abgestimmt.
Im örtlichen Denkmalverzeichnis ist die Schule unter der Erfassungsnummer 094 82185 als Baudenkmal verzeichnet.